# Pfarrkirche Gaubitsch

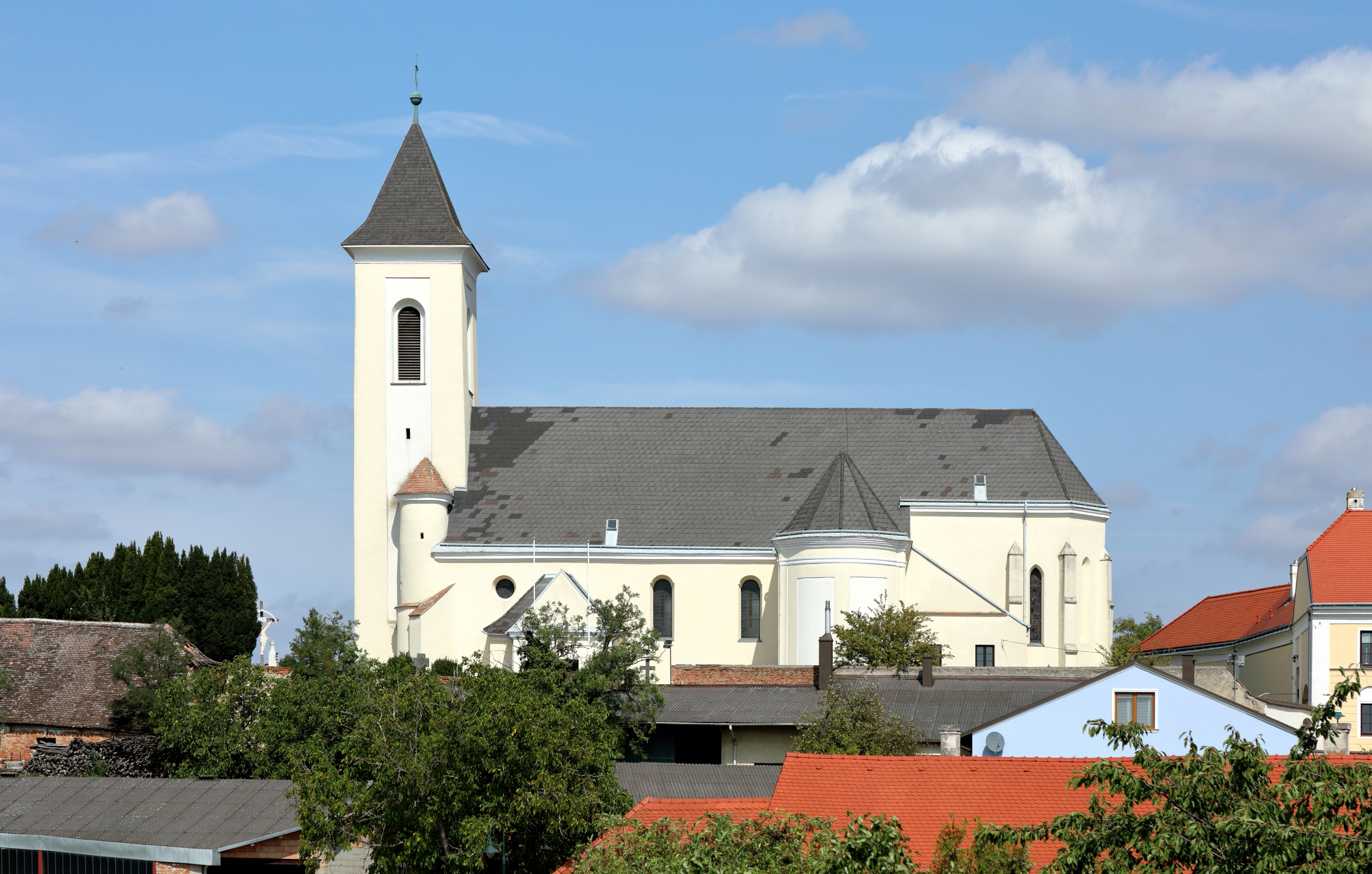
Katholische Pfarrkirche hl. Stephanus in Gaubitsch

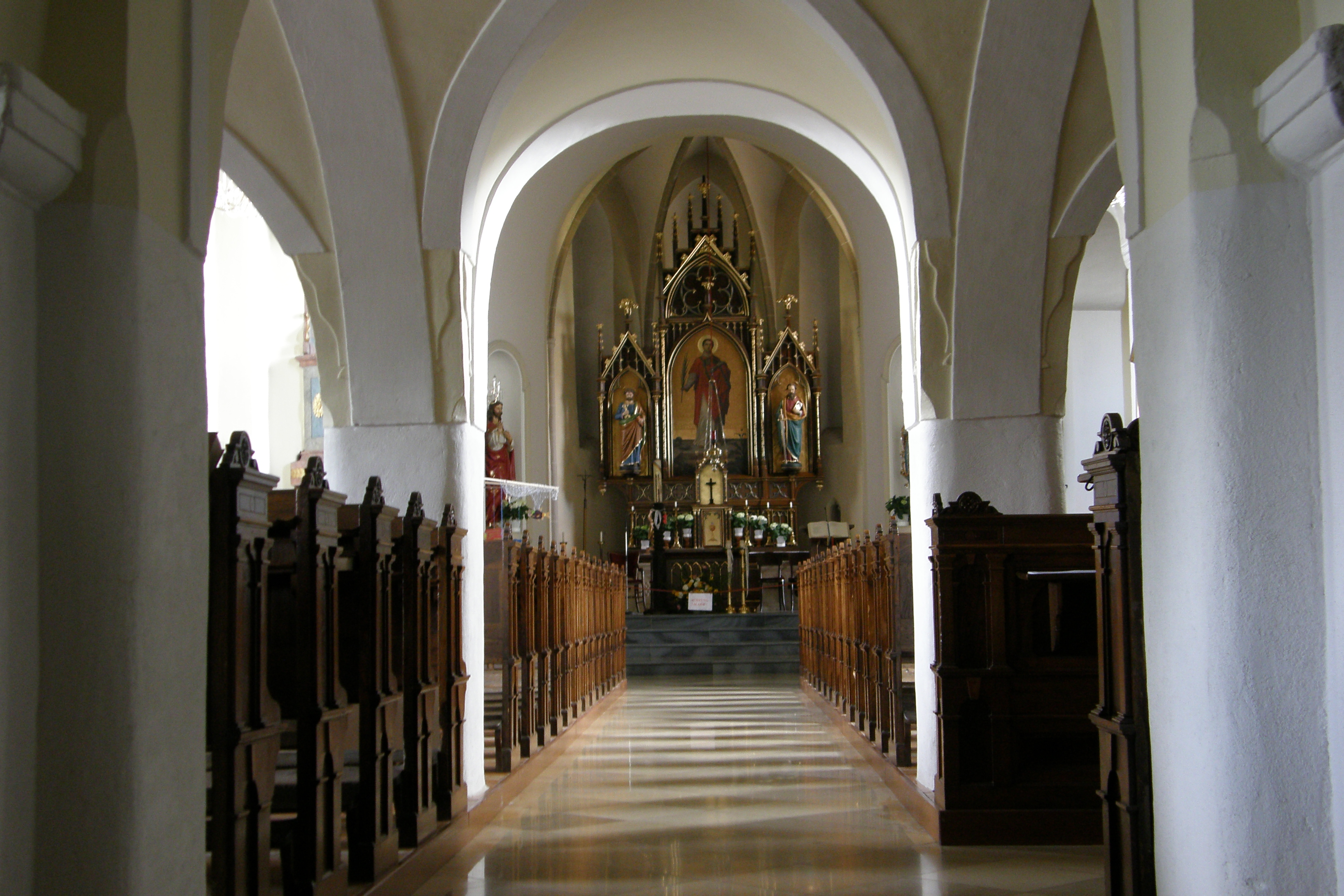
Langhaus, Blick zum Chor

Die Pfarrkirche Gaubitsch steht auf dem Kirchhügel im Nordosten des Ortes in der Gemeinde Gaubitsch im Bezirk Mistelbach in Niederösterreich. Die dem Patrozinium hl. Stephanus unterstellte römisch-katholische Pfarrkirche gehört zum Dekanat Laa-Gaubitsch im Vikariat Unter dem Manhartsberg in der Erzdiözese Wien. Die Kirche und der ehemalige Friedhof stehen unter Denkmalschutz (Listeneintrag).

## Geschichte
Um 1055 wurde vom Bistum Passau die Doppelpfarre Gaubitsch-Krut für das nordöstliche Weinviertel gegründet. Im 16. Jahrhundert wurden die zwei Pfarren getrennt und gingen 1785 von Passau unter ein landesfürstliches Patronat.

## Architektur
Die Stephanskirche ist eine dreischiffige Hallenkirche, ihr Langhaus im Kern romanisch. Der einschiffige Chor im Osten und der Glockenturm im Westen sind eingezogen und gotisch. Die Kirche ist teils von der alten Friedhofsmauer umgeben.

## Ausstattung
Der Hochaltar als neugotischer Flügelaltar zeigt das Hochaltarbild hl. Stephanus, 1875 gemalt von Josef Keßler, und trägt die seitlichen Schnitzfiguren der Heiligen Peter und Paul vom Bildhauer Vorbauer.
Die Orgel in einem barocken Gehäuse um 1780 beinhaltete ein Werk von Ferdinand Molzer von 1937 mit 8 Registern. Die Orgel wurde 1970 entfernt. Eine Glocke nennt Johann Adam Henckelmann 1770.